# One World (album)
Pour les articles homonymes, voir One World.
Albums de Ronnie Bird
En public
(1983) -
One World est le deuxième album publié en France de Ronnie Bird, sorti le 14 avril 1992.

## Liste des pistes
| No  | Titre            | Durée |
| --- | ---------------- | ----- |
| 1.  | One World        | 4:51  |
| 2.  | Jazz It Up       | 4:58  |
| 3.  | A Dollar a Dance | 5:19  |
| 4.  | Russian Cruise   | 5:19  |
| 5.  | Jungle           | 4:42  |
| 6.  | Make My Day      | 4:01  |
| 7.  | Tango            | 5:43  |
| 8.  | Don't Disturb    | 5:18  |
| 9.  | Go Ronnie Go     | 4:07  |
| 10. | Sister Don't     | 4:37  |